# Formation initiale minimale obligatoire
Pour les articles homonymes, voir Fimo (homonymie).
 (juillet 2013).
Si vous disposez d'ouvrages ou d'articles de référence ou si vous connaissez des sites web de qualité traitant du thème abordé ici, merci de compléter l'article en donnant les références utiles à sa vérifiabilité et en les liant à la section « Notes et références ».
La formation initiale minimale obligatoire (FIMO) est l'un des prérequis pour obtenir la qualification professionnelle de conducteur routier.
La qualification professionnelle des conducteurs routiers est obligatoire pour les conducteurs des véhicules de transports de marchandises de plus de 3,5 tonnes de poids total autorisé en charge (PTAC) et des véhicules de transport de voyageurs comportant, outre le siège du conducteur, plus de huit places assises. Cette obligation est généralisée à tous les pays de l'union européenne avec la directive 2003/59/CE du 15 juillet 2003. Elle est applicable à compter du 10 septembre 2008 pour les transports de voyageurs et du 10 septembre 2009 pour les transports de marchandises.

## Réglementation
Le siège de la réglementation se trouve à l'article 1er de l'ordonnance no 58-1310 du 23 décembre 1958. Cet article exonère un certain nombre de ces conducteurs de l'obligation de FIMO ; il s'agit de ceux : 
- des véhicules dont la vitesse maximale autorisée ne dépasse pas 45 kilomètres par heure (exemple : tracteurs agricoles, moissonneuses-batteuses) ;
- des véhicules affectés aux services des forces armées, de la protection civile, des pompiers et des forces de police ou de gendarmerie, ou placés sous le contrôle de ceux-ci ;
- des véhicules subissant des tests sur route à des fins d'amélioration technique, de réparation ou d'entretien et des véhicules neufs ou transformés non encore mis en circulation ;
- des véhicules utilisés dans des états d'urgence ou affectés à des missions de sauvetage ;
- des véhicules utilisés lors des cours de conduite automobile en vue de l'obtention d'un permis de conduire ou dans le cadre de la formation professionnelle prévue au présent article ;
- des véhicules utilisés pour des transports non commerciaux de voyageurs ou de biens dans des buts privés (exemple : déménagement privé, transport par le bénévole d'une association de marchandises lui appartenant) ;
- des véhicules transportant du matériel ou de l'équipement, à utiliser dans l'exercice du métier de leur conducteur, à condition que la conduite du véhicule ne représente pas l'activité principale du conducteur (exemple : employé d'ERDF chargé de la maintenance des câbles aériens conduisant un élévateur auxiliaire, employé d'entreprise de BTP conduisant le porte-engins de la pelleteuse dont il se servira sur un chantier) ;
- des véhicules commerciaux à caractère historique.

## Conditions d’obtention
La formation est dispensée par un organisme de formation agréé qui peut être un centre spécialisé ou une auto-école d'importance. Il faut être titulaire d'un permis de conduire du groupe lourd : C1, C1E, C ou CE pour le transport de marchandises et D1, D1E, D ou DE pour le transport de voyageurs. Le stage a une durée de cent quarante heures au moins sur quatre semaines.
Il comporte une partie théorique et une partie pratique de conduite sur véhicule. L'obtention de la FIMO est conditionnée à la réussite à un examen final. À la différence du permis de conduire, l'examen n'est pas organisé par l’état mais par le centre de formation lui-même, d'où l'importance de leur contrôle par les services de l'État.

## Programme
- Thème 1 : perfectionnement à la conduite rationnelle axée sur les règles de sécurité ;
- Thème 2 : application des réglementations (R.S.E., entre autres) ;
- Thème 3 : santé, sécurité routière et sécurité environnementale ;
- Thème 4 : service, logistique[2].

Le programme détaillé de la formation est prévu en France par un arrêté du 3 janvier 2008.

## Validité et renouvellement
La qualification professionnelle est valable à vie. Les connaissances des conducteurs routiers sont actualisées tous les cinq ans par une formation continue obligatoire (FCO). Le stage a une durée de trente-sept heures au moins sur cinq jours. Il peut être scindé en deux sessions sous certaines conditions. La formation est dispensée par les mêmes organismes qui organisent les stages FIMO ou par un moniteur d'entreprise sous la responsabilité de l'un de ces centres.

## Équivalence
La qualification professionnelle peut être obtenue par équivalence avec un titre professionnel du transport routier comme un titre professionnel, CAP ou BEP pour la France.
Les conducteurs déjà en activité lors de l'entrée en vigueur de la réglementation européenne bénéficient sous certaines conditions d'une attestation de présence qui valide leur qualification professionnelle. Les conducteurs routiers des entreprises françaises gardent le bénéfice de la formation nationale en vigueur jusqu'alors.

## Reconversion
Un conducteur qui possède la qualification professionnelle en transport de marchandises et qui est titulaire des permis de conduire D1, D1E, D ou DE peut obtenir la qualification professionnelle en transport de voyageurs en suivant une formation dite « passerelle » d'une durée de trente-cinq heures au moins sur cinq jours.
Il en est de même pour un conducteur titulaire de la Formation initiale minimale obligatoire en transport de voyageurs, qui peut obtenir son équivalent en transport de marchandises avec cette même formation dite « passerelle ».